# Габон на Паралимпийских играх
Габон на Паралимпийских играх впервые принял участие в 2008 году на летних Играх в Пекине. На зимних Играх делегация Габона участия пока не принимала. Медалей на Играх спортсмены Габона пока не завоевали.